# Списък на политическите партии в Швейцария
Швейцария има многопартийна система.

## Парламентарно представени партии
| Партия/коалиция                                    | Места в Националния съвет (2015) | Идеология                |
| -------------------------------------------------- | -------------------------------- | ------------------------ |
| Швейцарска народна партия                          | 65                               | Национален консерватизъм |
| Социалдемократическа партия на Швейцария           | 43                               | Социалдемокрация         |
| СДП.Либералите                                     | 33                               | Либерализъм              |
| Християндемократическа народна партия на Швейцария | 27                               | Християндемокрация       |
| Зелена партия на Швейцария                         | 11                               | Зелена политика          |
| Зелено-либерална партия на Швейцария               | 7                                | Зелен либерализъм        |
| Буржоазно-демократична партия                      | 7                                | Консерватизъм            |
| Евангелистка народна партия                        | 2                                | Християндемокрация       |
| Лига на тичинците                                  | 2                                | Национален консерватизъм |
| Швейцарска партия на труда                         | 1                                | Комунизъм                |
| Женевско гражданско движение                       | 1                                | Национален консерватизъм |
| други                                              | 1                                |                          |